# Parlement de la Communauté française de Belgique
11e législature
Hôtel de Ligne
Le Parlement de la Communauté française de Belgique est l'assemblée législative de la Communauté française de Belgique. Il siège à Bruxelles, à l'hôtel de Ligne.
Composé de 94 députés élus pour cinq ans, il représente les francophones de Belgique installés en Wallonie et région bruxelloise. Il exerce le pouvoir législatif en votant des décrets, élit le gouvernement communautaire et en contrôle l'action.
Il utilise depuis 2011 le nom de « Parlement de la Fédération Wallonie-Bruxelles » pour sa communication.

## Histoire
Le Conseil culturel de la Communauté culturelle française est institué en 1971. Il prend neuf ans plus tard le nom de Conseil, comme le reste des assemblées parlementaires décentralisées. Il se compose alors des parlementaires élus à la Chambre des représentants et au Sénat inscrits au sein du groupe linguistique francophone.
Par l'« accord de la Saint-Quentin », intervenu le 31 octobre 1992, la Communauté française a décidé le transfert de certaines compétences vers le Parlement wallon et la Commission communautaire française (COCOF), notamment une partie des matières culturelles (les infrastructures sportives, le tourisme — régionalisé en 2014 — et la promotion sociale), des matières personnalisables (l’aide aux personnes handicapées, la politique familiale, la politique d’aide sociale, la politique du troisième âge, la politique de la santé, l’accueil et l’intégration des immigrés) et de l'enseignement (le transport scolaire et la gestion des bâtiments scolaires publics).
À compter des élections régionales de 1995, le système change puisqu'il réunit tous les députés du Parlement wallon et une délégation des députés francophones du Parlement bruxellois.
Le 25 février 2005, une révision de la Constitution, entrée en vigueur le 11 mars et suivie d'une modification le 11 avril 2006 de la loi spéciale relative aux institutions régionales et communautaires transforme le Conseil en Parlement de la Communauté française,.

### Changement de nom d'usage
Le Parlement décide, par le vote d'une résolution le 25 mai 2011, d'utiliser désormais dans sa communication le nom de « Fédération Wallonie-Bruxelles » en remplacement de « Communauté française », et invite le gouvernement à agir dans le même sens. Cette décision n'entraîne aucune modification légale ou constitutionnelle du nom de la communauté linguistique, il s'agit d'un nom d'usage qui sera utilisé dans tous les textes n'ayant aucune conséquence juridique,.
Pour Sandra Toussaint dans Ne dites plus « Communauté française » quoique..., « pour changer officiellement d’appellation, il y a lieu de réviser la Constitution ». Selon Jean-Marie Klinkenberg, président du Conseil supérieur de la langue française au contraire, « la Constitution ne traite nulle part des termes que l'État devrait obligatoirement utiliser pour s'adresser au citoyen ».

## Parlementaires
Le Parlement de la Communauté française compte 94 députés dont 75 sont élus au Parlement wallon (ou leurs suppléants dans le cas d’élus germanophones) et 19 sont issus du groupe linguistique français du Parlement régional bruxellois.
Ils sont désignés pour cinq ans.
La législature communautaire est d'une durée de cinq ans, et commence à la suite des élections régionales qui permettent de renouveler simultanément les assemblées wallonne et bruxelloise.
En vertu de l'autonomie constitutive dont bénéficie la Communauté, le Parlement peut modifier son nombre total de membres, en conservant la proportion d'un député francophone de Bruxelles pour quatre députés wallons.

## Attributions
Le Parlement exerce le pouvoir législatif en adoptant des décrets (ayant force de loi selon le principe de l'équipollence des normes) dans la limite du territoire et des compétences expressément attribuées à la Communauté, et vote le budget communautaire. Il élit les membres et contrôle l'action du gouvernement fédéré par des interpellations, des questions orales ou des questions écrites développées en séance de commission ou en séance plénière. Des questions d'actualité sont également posées aux membres du Gouvernement en séance plénière. Il désigne parmi ses membres dix sénateurs de communauté.

### Compétences législatives
En tant que pouvoir législatif communautaire, le Parlement de la Communauté française légifère en matière de : 
- matières culturelles ;
- enseignement (sauf le transport scolaire et la gestion des bâtiments scolaires publics)[8] ;
- coopération entre les communautés, ainsi que la coopération internationale ;
- matières personnalisables (sauf l'aide aux personnes handicapées, la politique familiale, la politique d’aide sociale, la politique du troisième âge, la politique de la santé, l’accueil et l’intégration des immigrés)[8] ;
- recherche scientifique et coopération internationale dans ces domaines ;
- coopération au développement.

## Fonctionnement

### Présidence et bureau
Au début de chaque session parlementaire, l’assemblée procède, par vote distinct et secret, à l’élection d’un président, des premier, deuxième et troisième vice-présidents et de trois secrétaires, selon le système de représentation proportionnelle des groupes politiques reconnus au sein du Parlement. Ils forment ensemble le Bureau.
Depuis le 2 décembre 2024, le Bureau du Parlement est composé comme suit :
- Benoît Dispa, président, Les Engagés
- Caroline Cassart-Mailleux, 1re vice-présidente, MR ;
- Özlem Özen, 2e vice-présidente, PS
- Anne Laffut, 3e vice-présidente, MR
- Sabine Roberty, secrétaire, PS
- Alice Bernard, secrétaire, PTB
- Clémentine Barzin, secrétaire, MR

### Rôle du Bureau
Le Bureau règle les questions administratives, financières et judiciaires concernant l’organisation interne du Parlement, son greffe et ses organes. Au nom du Bureau, le greffier a autorité sur tous les services du Parlement et son personnel.
Le Bureau règle aussi les questions administratives et financières concernant les députés. Il représente le Parlement dans les actes extrajudiciaires, à la diligence du mandataire qu’il désigne. 
Un membre du Bureau est chargé de présenter, au nom du Bureau, le budget, la comptabilité, les comptes et la gestion des fonds du Parlement devant la commission de la Comptabilité. Dans le cadre de la clôture des comptes, le Bureau statue sur les conclusions du rapport de cette même commission, relatif à la régularité des comptes en vue de transmettre ce rapport au Parlement. 
Quant à l’élaboration du budget de fonctionnement, le Bureau, après avoir recueilli l’avis de la commission de la Comptabilité propose, également à la séance plénière, un projet de budget pour l’année suivante.
Le secrétaire général du Parlement ou « greffier » est le chef de l’administration et assiste également aux réunions du Bureau dont il dresse les procès-verbaux.

### Les groupes politiques
Un groupe politique est une association de députés élus au sein du Parlement et appartenant généralement à une même famille politique.
Au-delà de sa reconnaissance telle que prévue dans le règlement du Parlement, le groupe politique fédère et coordonne le travail de ses membres, il veille à la cohérence de l’action politique et à défendre les idées et positions de ses membres.
Un groupe politique est présidé par un chef de groupe qui est entouré d’un secrétaire politique et de collaborateurs qui assument la gestion des dossiers.
Les groupes politiques qui composent l’assemblée sont au nombre de quatre.

#### Présidents successifs
Ci-dessous, la liste des présidents du Parlement depuis l'institution du Conseil culturel, en 1971 :
| Ordre | Nom                        | Période                              | Parti       |
| ----- | -------------------------- | ------------------------------------ | ----------- |
| 1     | Georges Dejardin           | 7 décembre 1971 - 15 octobre 1973    | PS          |
| 2     | Émile-Edgard Jeunehomme    | 16 octobre 1973 - 20 octobre 1975    | PLD         |
| 3     | Lucien Outers              | 21 octobre 1975 - 18 octobre 1976    | FDF-RW      |
| 4     | Émile-Edgard Jeunehomme    | 19 octobre 1976 - 13 juin 1977       | PLD         |
| 5     | Paul de Strexhe            | 14 juin 1977 - 9 avril 1979          | PSC         |
| 6     | Léon Hurez                 | 10 avril 1979 - 3 novembre 1980      | PS          |
| 7     | Irène Pétry                | 4 novembre 1980 - 18 octobre 1982    | PS          |
| 8     | Michel Toussaint           | 19 octobre 1982 - 15 octobre 1984    | PRL         |
| 9     | Charles Poswick            | 16 octobre 1984 - 2 décembre 1985    | PRL         |
| 10    | Jean-Pierre Grafé          | 3 décembre 1985 - 1er février 1988   | PSC         |
| 11    | Antoinette Spaak           | 2 février 1988 - 6 janvier 1992      | FDF         |
| 12    | Anne-Marie Corbisier-Hagon | 7 janvier 1992 - 5 juillet 1999      | PSC         |
| 13    | Willy Taminiaux            | 13 juillet 1999 - 3 avril 2000       | PS          |
| 14    | Richard Miller             | 4 avril 2000 - 16 octobre 2000       | PRL         |
| 15    | Jean-Marie Séverin         | 17 octobre 2000 - 15 octobre 2001    | PRL         |
| 16    | Françoise Schepmans        | 16 octobre 2001 - 5 juillet 2004     | MR          |
| 17    | Freddy Deghilage           | 6 juillet 2004 - 18 juillet 2004     | PS          |
| 18    | Isabelle Simonis           | 19 juillet 2004 - 27 octobre 2004    | PS          |
| 19    | Jean-François Istasse      | 28 octobre 2004 - 29 juin 2009       | PS          |
| 20    | Véronique Salvi            | 30 juin 2009 - 15 juillet 2009       | CDH         |
| 21    | Jean-Charles Luperto       | 16 juillet 2009 - 10 novembre 2014   | PS          |
| 22    | Philippe Courard           | 19 novembre 2014 - 17 septembre 2019 | PS          |
| 23    | Rudy Demotte               | 17 septembre 2019 - 2 juillet 2024   | PS          |
| 24    | Jean-Paul Wahl             | 2 juillet 2024 - 15 juillet 2024     | MR          |
| 25    | Benoît Dispa               | 15 juillet 2024 -                    | Les Engagés |

### Commissions
Pour la législature 2019-2024, le Parlement compte : 
- cinq commissions permanentes
  - commission de l'Éducation ;
  - commission du Budget, de la Fonction publique, de l'Égalité des chances, de la Tutelle sur Wallonie-Bruxelles Enseignement et des Bâtiments scolaires ;
  - commission des Affaires générales, des Relations internationales, du Règlement et du Contrôle des communications des membres du Gouvernement ;
  - commission de l'Enfance, de la Santé, de la Culture, des Médias et des Droits des femmes ;
  - commission de l'Enseignement supérieur, de l'Enseignement de promotion sociale, de la Recherche, des Hôpitaux universitaires, des Sports, de la Jeunesse, de l'Aide à la jeunesse, des Maisons de justice et de la Promotion de Bruxelles.
- le comité d'avis chargé d'examiner les questions relatives à l'égalité des chances entre les hommes et les femmes
- la commission des poursuites
- la commission de coopération

Le Parlement peut également, s'il le juge nécessaire, former des commissions spéciales (pour aborder notamment des problèmes de société spécifiques) et des commissions d'enquête (qui sont habilitées à prendre toutes les mesures d'instruction prévues par le Code d'instruction criminelle).

## Composition

### Actuelle
| Parti | Parti                              | Députés |
| ----- | ---------------------------------- | ------- |
|       | Mouvement réformateur (MR)         | 31      |
|       | Parti socialiste (PS)              | 24      |
|       | Les Engagés                        | 19      |
|       | Parti du travail de Belgique (PTB) | 12      |
|       | Ecolo                              | 7       |
|       | LIB·RES                            | 1       |
|       | Indépendant                        | 0       |
| Total | Total                              | 94      |

### Composition des anciennes législatures

1re législature (1981-1985)
2e législature (1985-1988)
3e législature (1988-1991)
4e législature (1991-1995)
5e législature (1995-1999)
6e législature (1999-2004)
7e législature (2004-2009)
8e législature (2009-2014)
9e législature (2014-2019)
10e législature (2019-2024)

Évolution de la répartition des 94 sièges du Parlement depuis 1995, date des premières élections régionales directes en Wallonie et à Bruxelles :
- FN
- PP
- PRL-FDF / MR
- FDF / DéFI
- PSC / CDH / Les Engagés
- ECOLO
- PS
- PTB